# Bibliothèque nationale de France
Bibliothèque nationale de France (BnF) este biblioteca națională a Franței. Ea este situată în Paris și are scopul de a fi un depozit pentru toate publicațiile din Franța. 
Bibliothèque de l'Arsenal a fost instalată în anul 1757 în fostul arsenal al Parisului, locație militară fondată în 1512 de Ludovic al XII-lea al Franței. Clădirea a fost reamenajată la începutul secolului al XVII-lea și înfrumusețată în anul 1645 de Charles Poerson și Noël Quillerier. Între anii 1716 și 1725 imobilul a fost extins de Germain Boffrand. 

## Galerie

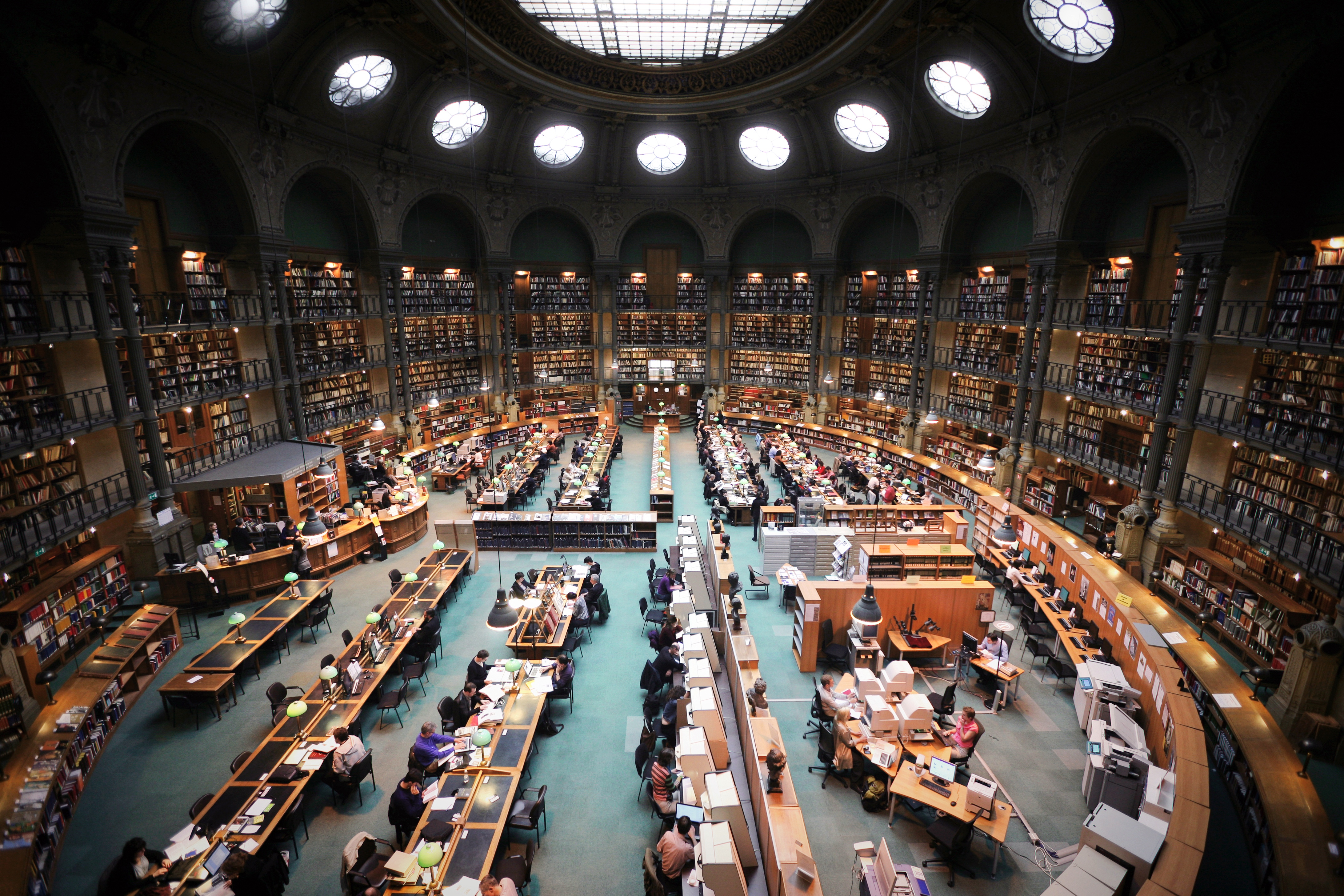
Sala de lectură
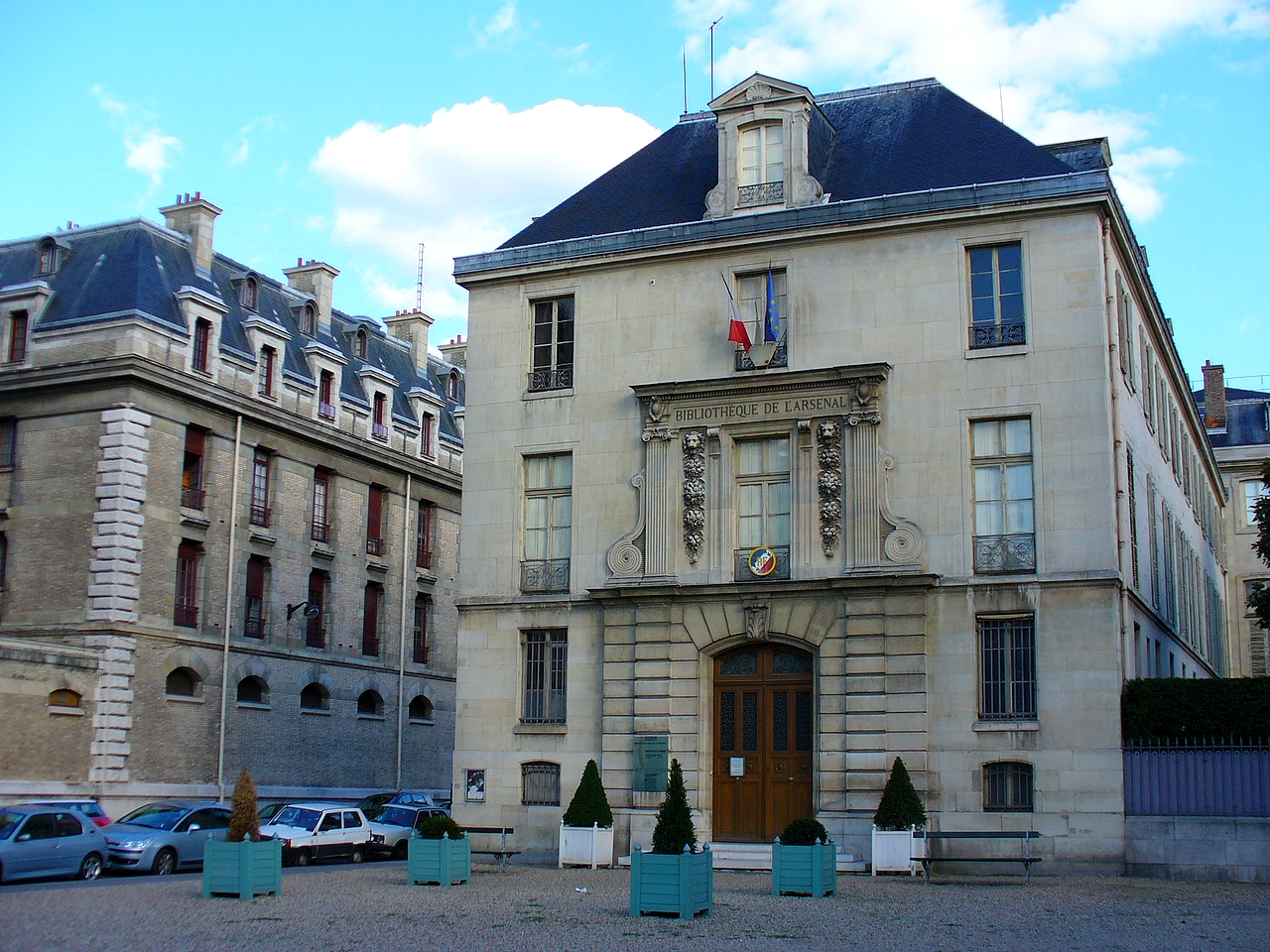
Bibliothèque de l'Arsenal